# Enköping (gemeente)
Enköping is een Zweedse gemeente in Uppland. De gemeente behoort tot de provincie Uppsala län. Ze heeft een totale oppervlakte van 1330,2 km² en telde 38.211 inwoners in 2004.

## Plaatsen met inwoneraantal (2005)
- Enköping (stad), 20.204
- Örsundsbro, 1773
- Hummelsta, 1005
- Grillby, 1001
- Fjärdhundra, 926
- Bredsand, 465 (2010)
- Lillkyrka, 300
- Haga (Enköping), 236
- Märsön, 195
- Hjälstaby en Vängsta, 115
- Skolsta, 110
- Tibble en Lundby, 84
- Ådalen en Högsberga, 75
- Ekolsund, 74
- Korsbacken, 69
- Kolarvik, 61
- Gästre, 61
- Svinnegarn, 57
- Hammarsudd, 56
- Säva, 50
- Fröslunda, 50 (jaar: 2000)

Älvkarleby · Enköping · Håbo · Heby · Knivsta · Östhammar · Tierp · Uppsala